# Michel Béna
Michel Béna est un réalisateur français, né le 5 février 1950 à Alger et mort le 10 juillet 1991 à Paris. Ancien assistant d'André Téchiné, et cinéaste prometteur, il réalise son unique film, Le Ciel de Paris (1991), sorti en salle après son décès dû au sida.

## Filmographie
- 1988 : Daniel endormi (court métrage) avec David Léotard, François Chaix, Sandrine Chatrefou, Christine Paolini, Xavier Beauvois, Pascal Bonitzer et Georges Montillier
- 1991 : Le Ciel de Paris avec Sandrine Bonnaire, Marc Fourastier, Paul Blain, Evelyne Bouix, Tanya Lopert et Niels Dubost